# Jane Swift
Jane Maria Swift (ur. 24 lutego 1965) – amerykańska polityk.
Swift pochodzi z rodziny włosko-irlandzkiej. Pochodzi ze wschodniej części stanu Massachusetts. Studiowała w Hartford w stanie Connecticut.
Swift jest działaczką liberalnego skrzydła Partii Republikańskiej. W 1998 roku została wybrana wicegubernatorem stanu przy gubernatorze Paulu Celluccim. Kiedy Cellucci zrezygnował z urzędu w 2001 roku, aby zostać ambasadorem w Kanadzie, Swift została gubernatorem. Miała wtedy 36 lat, i była najmłodszym gubernatorem w USA. Jej kadencja trwała do roku 2003.
W 2002 roku ubiegała się o nominację republikanów na pełną kadencję gubernatorską, ale przegrała z Mittem Romeyem, który w wyborach powszechnych pokonał kandydata demokratów.